# Ковшун Микола
Микола Ковшун (псевдоніми: Макогон, Сніжинський, М. Оболенський; справжнє ім'я та прізвище: — Микола Ковшик;*1901, Великі Сорочинці, Полтавщина — †1999, Канада) — український письменник-прозаїк, драматург. Член Об'єднання українських письменників «Слово»,

## З біографії
Закінчив двокласну школу, навчався у Миргородській художньо-промисловій школі, потім у педагогічному технікумі. Вчителював у середніх школах, учився в Київському інституті народної освіти. Друкувався з 1924 року. Емігрував до Канади, поселився в Гамільтоні (Онтаріо).

## Творчість
Автор драматичних творів «Первомайська інтермедія» (1954), «Епілог прийде» (1975), «Ворон
кряче» (1956), роману «Месниця Мавра».
Окремі видання:
- Ковшун М. Ворон кряче // Хрестоматія з української літератури в Канаді. — Едмонтон, 2000. -С. 430–457.
- Ковшун М. Епілог прийде: Збірка драматичних творів. — Торонто, 1975.
- Ковшун М. Месниця Мавра. Роман. — К., 1993.
- Ковшун М. Пастка // Слово. Збірник 9. — Едмонтон: ОУП «Слово», 1981. — С. 101–119.